# Svatojosefský dub v Soběsukách
Svatojosefský dub v Soběsukách je památný strom dub letní (Quercus robur) v Soběsukách, části obce Chbany v okrese Chomutov v Ústeckém kraji.
Roste v Mostecké pánvi v nadmořské výšce 250 m v bývalém zámeckém parku západně od kostela svatého Martina.

## Základní údaje
Obvod kmene měří 493 cm, koruna stromu dosahuje do výšky 30 metrů (měření 2009). V roce 2009 bylo stáří stromu odhadováno na 400 let.
Dub je chráněn od roku 1999 jako ochrana genofondu a strom významný vzrůstem.

## Stromy v okolí
- Soběsukský akát
- Vikletická lípa
- Dub svaté Anny
- Skupina vamperských dubů
- Horní hradecký dub
- Dolní hradecký dub